# Stefan Wewerka

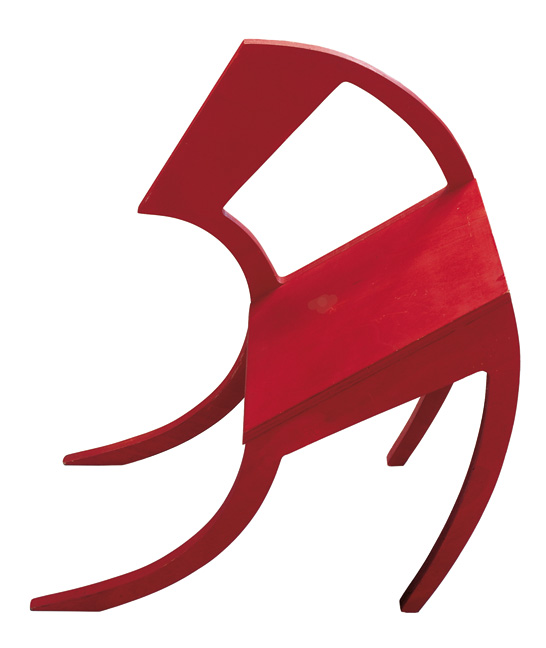
Classroom Chair (1970)

Stefan Wewerka (* 27. Oktober 1928 in Magdeburg; † 14. September 2013 in Berlin) war ein deutscher Architekt, Designer und Künstler.

## Leben
Stefan Wewerka war der Sohn des Bildhauers Rudolf Wewerka (1889–1954) und entstammte einer traditionellen Künstlerfamilie, die sich über viele Generationen zurückverfolgen lässt. Er studierte nach dem Zweiten Weltkrieg Architektur an der Hochschule für Bildende Kunst in Berlin, als Schüler von Max Taut, Eduard Ludwig und Georg Leowald. Während seines Studiums 1946 war er Mitbegründer des „Studentenheims Eichkamp“. Danach arbeitete er in Architekturbüros, unter anderem bei Hans Scharoun.

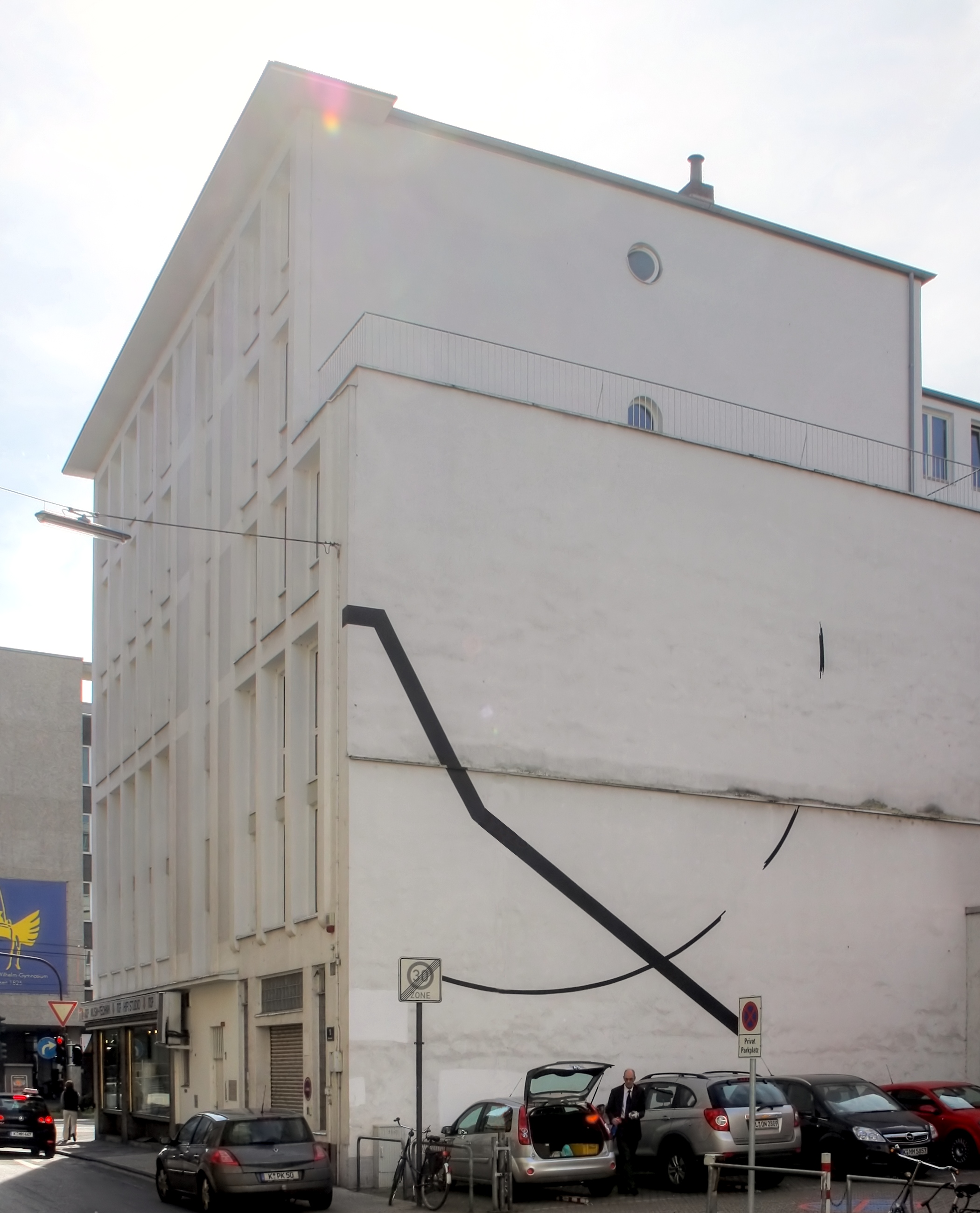
Wandgemälde von Stefan Wewerka am Haus Lempertz in Köln, 1986/88 (Foto: 2010)

Ab Ende der 1950er Jahre betätigte sich Wewerka zunehmend als freier Künstler. Es entstanden die Erdarchitekturen (erstmals ausgestellt in der Wiener Galerie Nächst St. Stephan von Otto Mauer und später in Köln im Atelier Mary Bauermeister), in den 1960er Jahren begann er mit den Zerschneidungen und Umbauten vor allem von Stühlen, aber auch anderen Alltagsobjekten wie Münzen, Besteck, Fahnen, Schallplatten usw. In den 1970er Jahren entstanden vor allem Radierungen (zahlreiche Mappenwerke und Einzelblätter), in die gleiche Zeit fiel auch die Freundschaft und Zusammenarbeit mit Dieter Roth.

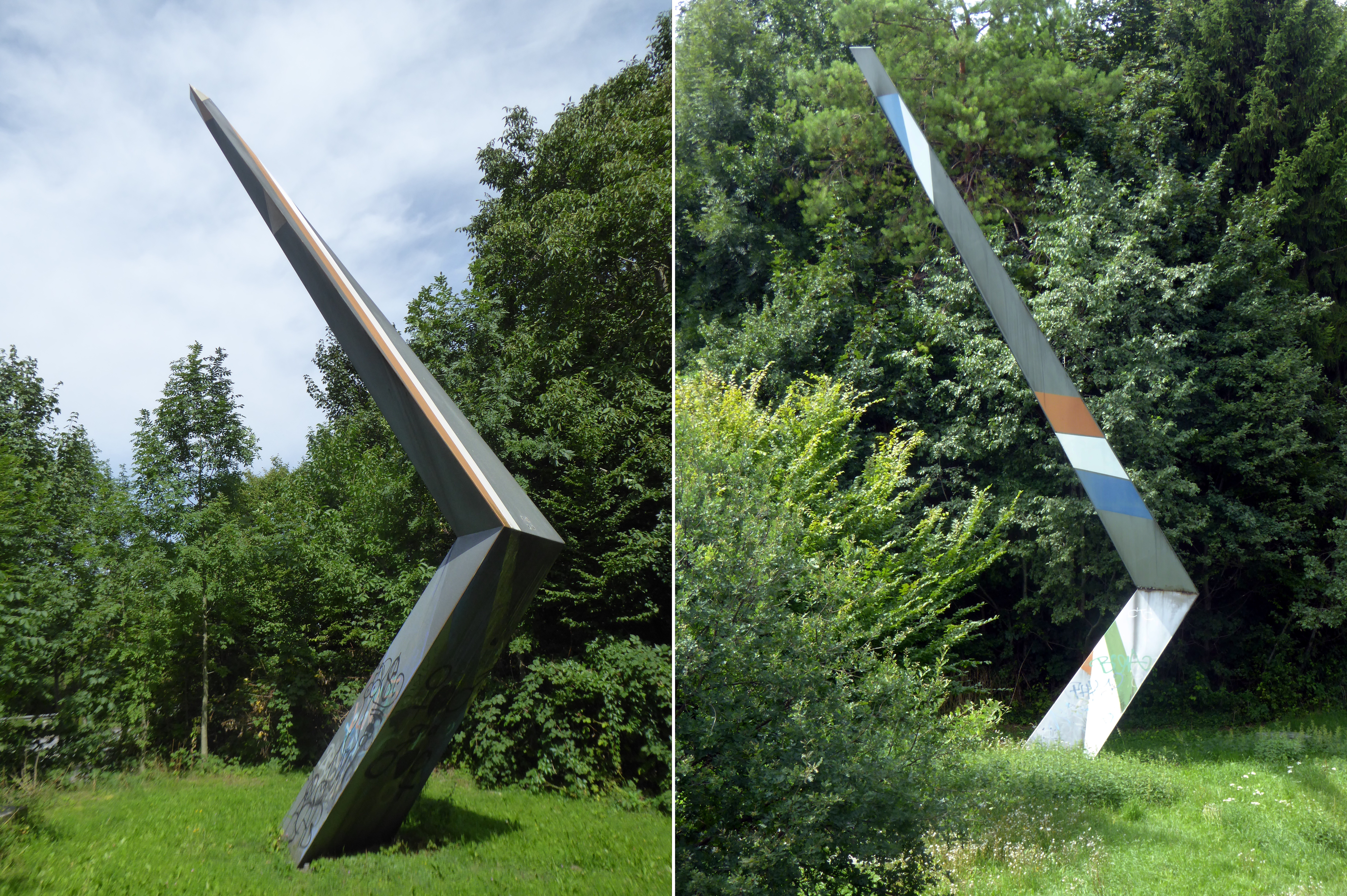
2 Stadtverweiszeichen München am Brudermühltunnel.

1978 begann seine Zusammenarbeit mit der Möbelfirma Tecta, für die er individuelle Möbel und Mode entwarf. Sein Hauptwerk bilden die Stuhl-Skulpturen, in denen sich bildende Kunst und Design auf unvergleichliche Weise verbinden. So entstand beispielsweise der Dreibeiner B1, der zwar dem Bauhaus-Grundsatz „Funktionalität“ (form follows function) folgt, aber nicht nach einer funktionalen Reduktion oder gar Eindeutigkeit sucht, sondern sieben unterschiedlichen Sitzhaltungen gerecht zu werden versucht und damit eine innovative, fast spielerische Form findet.
In den späten 1980er Jahren folgten Möbelentwürfe für die dänische Firma Montana Mobler von Peter Lassen.
Stefan Wewerka drehte Filme und machte Modedesign. Er gilt als einer der vielseitigsten Künstler, der in keine Schublade passt und in allen Bereichen der bildenden Kunst und des Designs arbeitete und lehrte. In den 1960er Jahren war er an der Washington University und später an den Kölner Werkschulen tätig.

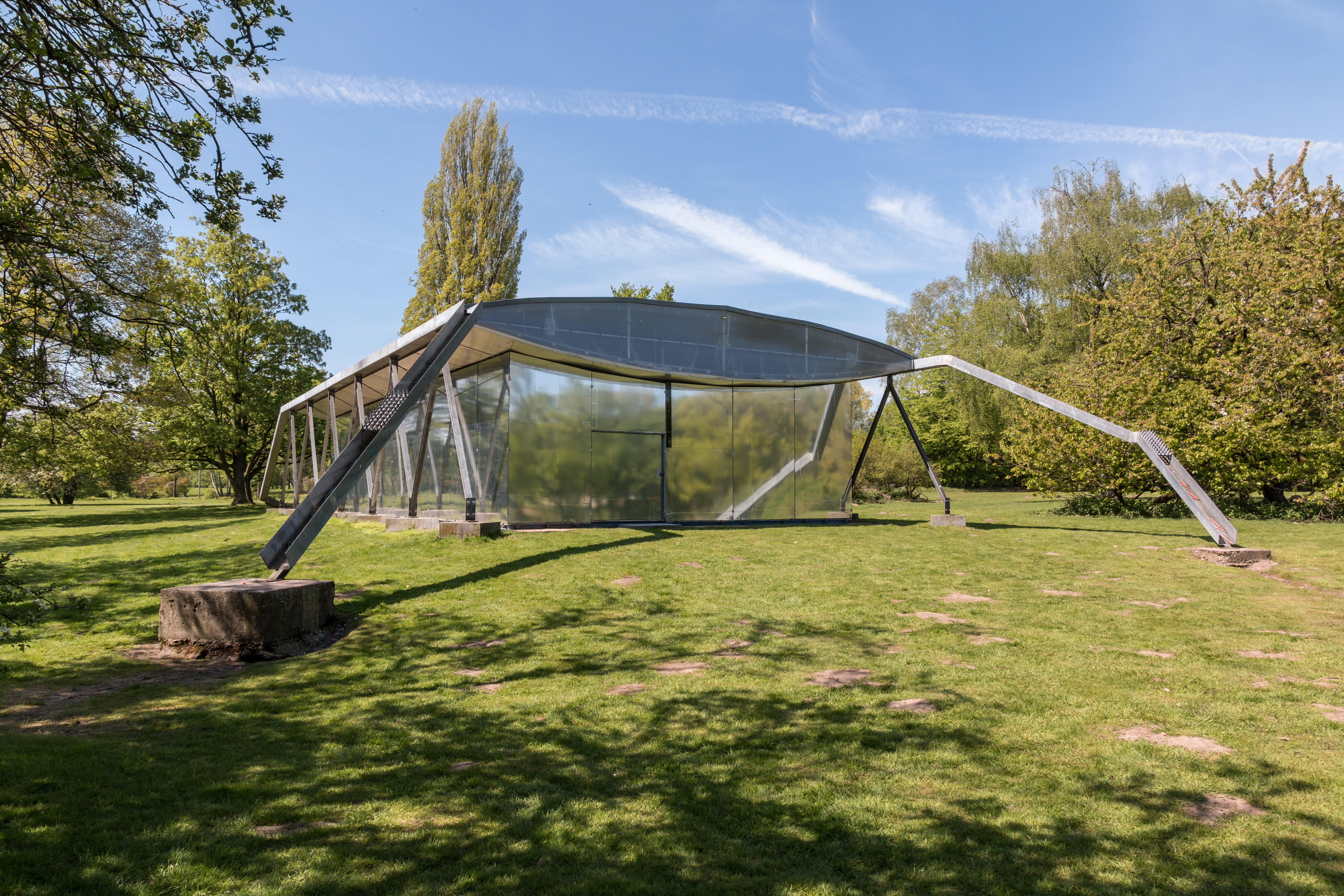
Wewerka-Pavillon in Münster

Für Tecta entwarf er 1980 einen Pavillon, der 1985 realisiert wurde. Für die documenta 8 in Kassel wurde 1987 ein zweiter Pavillon in der Karlsaue errichtet, der ein Jahr später als Leihgabe von Tecta durch die Kunstakademie Münster am Aasee aufgebaut wurde. Im Fischbauchträger-Dach des Wewerka-Pavillons befand sich eine Lichtinstallation von Walter Giers.
Lothar Spree drehte 1987 für das ZDF den Film Verrückte Welten – Die Karrieren des Stefan Wewerka (16mm 30min, Drehbuch, Regie, Produktion, lsfp/ZDF). Susanne Mayer-Hagmann drehte 1998 für die Deutsche Welle eine Dokumentation in der Reihe Deutsche Designer.
Sein Sohn Alexander Wewerka gab gemeinsam mit Wulf Herzogenrath 2010 das Buch Nahaufnahme Stefan Wewerka heraus und verlegte es in seinem Alexander Verlag Berlin/Köln.

„So manchen Bau könnte man abreißen, die Materialien sorgfältig sammeln, um daraus wieder etwas Neues zu errichten als Demonstration dafür, daß Architektur, soll sie eine künstlerische Auffassung ausdrücken, nicht nur eine Angelegenheit von Geld, sondern von Phantasie und Vernunft zugleich ist“

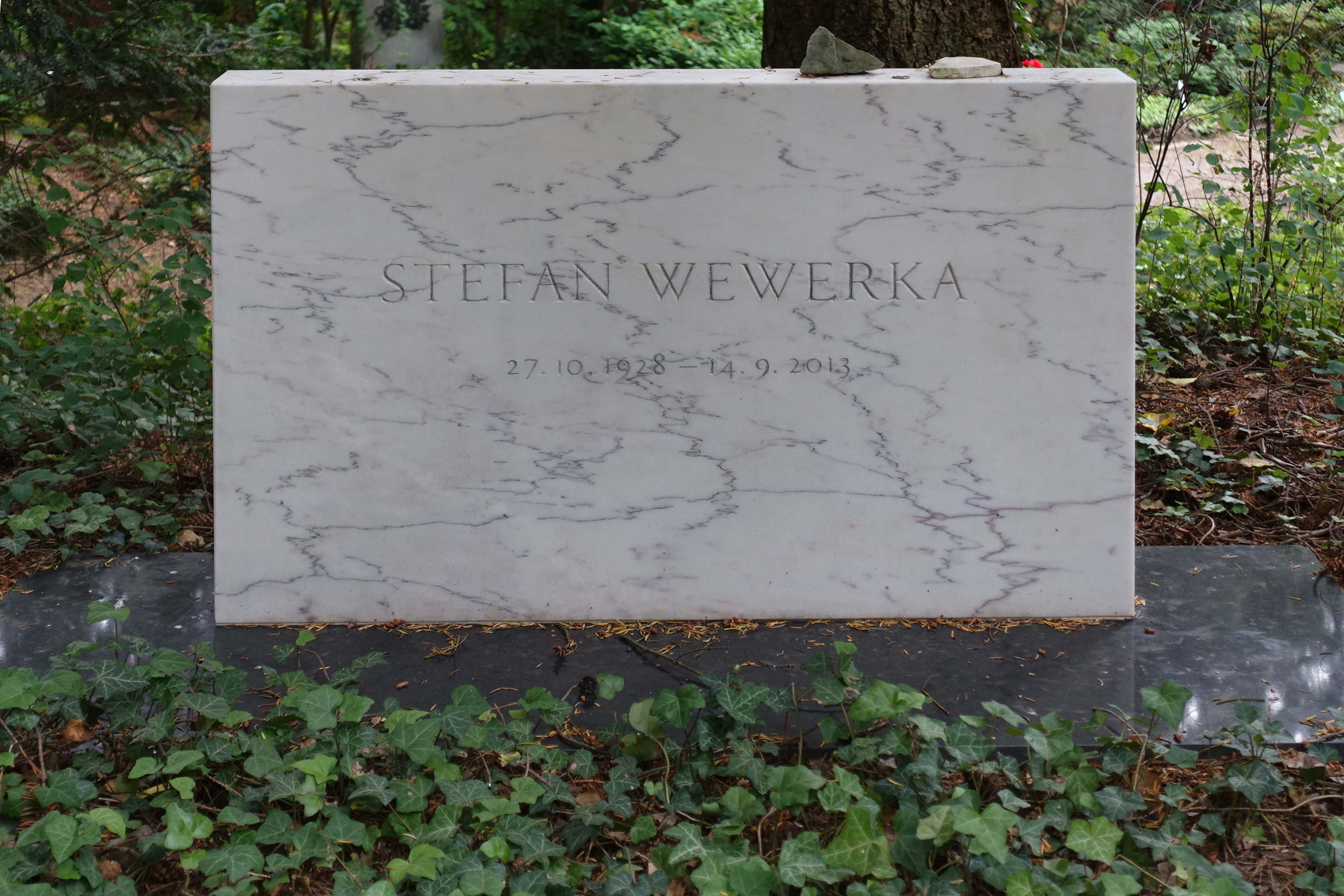
Grab von Stefan Wewerka auf dem Friedhof Heerstraße in Berlin-Westend

Stefan Wewerka starb im September 2013 im Alter von 84 Jahren in Berlin. Sein Grab befindet sich auf dem landeseigenen Friedhof Heerstraße in Berlin-Westend.

## Wewerka-Archiv
Im Juni 2014 wurde von Alexander Wewerka, dem Forum Gestaltung e. V. und der Stadt Magdeburg in der ehemaligen Kunstgewerbe- und Handwerkerschule Magdeburg das Wewerka-Archiv gegründet. Damit fand der Nachlass von Hans Wewerka, Rudolf Wewerka und Stefan Wewerka sowie der Vorlass von Philipp Wewerka dort seine vorläufige Heimstatt. Laut den Beiräten Wulf Herzogenrath (Direktor der Sektion Bildende Kunst der Akademie der Künste Berlin), Stefan Kraus (Leiter Kolumba Kunstmuseum Köln) und Peter Tollens (Maler und Schüler Wewerkas) wird es angestrebt, das bisher noch unerschlossene Werk Wewerkas teils auszustellen, teils zu archivieren und dabei seine Ideen und Gedanken zu präsentieren. Seit 2020 ist Frau Dr. Petra Oelschlägel ebenfalls im Beirat.
Das Archiv publiziert unter dem Namen »Absender Wewerka Archiv«, vertrieben werden die Publikationen durch den Alexander Verlag Berlin.

## Ausstellungen (Auswahl)
- 1972: Museum Folkwang Essen
- 1987: documenta 8 Kassel; Staatsgalerie Stuttgart; Centre Pompidou Paris; Kunstverein Wolfsburg
- 1998: Retrospektive Museum für Kunsthandwerk, Frankfurt am Main
- 2001: Georg-Kolbe-Museum, Berlin
- 2003: Museum für Kunst und Gewerbe, Hamburg
- 2006: „Stahl“ im Wewerka-Pavillon, Münster
- 2007: „3 Variationen“ auf der Art Cologne. 18. bis 22. April 2007
- 2007: 7. Mai bis 30. Juni bei El Sourdog Hex, Berlin.
- 2008: 16. Oktober bis 8. November bei Leptien3, Frankfurt am Main.
- 2008: 6. bis 29. November bei Modus, Berlin.
- 2009: 14. September bis 4. Januar 2010 in Kolumba, Raum 10, Köln
- 2010: 31. Januar bis 28. Februar im Kunstverein Buchholz/Nordheide,
- 2010: 24. Juni bis 31. Juli in der Galerie Margarete Roeder, Köln
- 2011: 14. Mai bis 30. Juni in der Galerie Thomas Levy, Hamburg
- 2012: „Querschnitt. Stefan Wewerka“ in der Pinakothek der Moderne. 10. Oktober 2012 bis 3. Februar 2013
- 2013: „schlagartige veränderung“ im Forum Gestaltung, Magdeburg. 31. Oktober 2013 bis 31. Januar 2014
- 2017: „Die Verschiebung der Kathedrale“" in der Lyonel Feininger Galerie, Quedlinburg. 28. Oktober 2017 bis 29. Januar 2018[3]
- 2019: "Stefan Wewerka. DeKONSTRUKTion dER mODERne". Ausstellung im Forum Gestaltung, Magdeburg. 29. März 2019 bis 14. Juli 2019 und 14. Dezember 2019 bis 19. April 2020 im Kunstmuseum Villa Zanders, Bergisch Gladbach